# Fabio Marangon
Fabio Marangon (Quinto di Treviso, 4 gennaio 1962) è un ex calciatore italiano, di ruolo difensore.

## Carriera
Fratello minore di Luciano, anche lui calciatore, crebbe nelle giovanili della Juventus, con la cui maglia esordì in Serie A l'11 maggio 1980; successivamente giocò con Prato, L.R. Vicenza, Sanremese e Alessandria in Serie C.
Tra il 1984 e il 1990, con l'eccezione di un campionato alla Sambenedettese, giocò nel Verona, con cui vinse lo storico scudetto della stagione 1984-1985. Chiuse la sua carriera con la Triestina nel 1990.

## Palmarès

### Competizioni nazionali
- Campionato italiano: 1

Verona: 1984-1985
- Coppa Italia Serie C: 1

L.R. Vicenza: 1981-1982